# Christopher Menaul
Pour les articles homonymes, voir Menaul.
Christopher Menaul, né le 25 juillet 1944, est un réalisateur et scénariste britannique.

## Filmographie

### Comme réalisateur
- 1976-1978 : Regan (The Sweeney) (série télévisée, 2 épisodes)
- 1976-1984 : Play for Today (série télévisée, 2 épisodes, 1976-1984)
- 1977 : Target (en) (série télévisée)
- 1981 : BBC2 Playhouse (série TV)
- 1983 : Tucker's Luck (série TV)
- 1983 : The Case of the Frightened Lady (TV)
- 1984 : The Treatment (TV)
- 1984 : Punters (TV)
- 1980 : Minder (série télévisée)
- 1987 : Tandoori Nights (série TV)
- 1987 : Casualty (série télévisée)
- 1988 : Worlds Beyond (série TV)
- 1989 : Precious Bane (téléfilm)
- 1989 : Nice Work (série télévisée)
- 1991 : Prime Suspect (série TV)
- 1992 : Great Performances (série TV)
- 1994 : Homicide: Life on the Street (série TV)
- 1994 : Le Crépuscule des aigles (Fatherland, téléfilm)
- 1995 : Feast of July
- 1997 : Bright Hair (TV)
- 1999 : The Passion of Ayn Rand (TV)
- 2000 : One Kill (TV)
- 2002 : La Dynastie des Forsyte (The Forsyte Saga) (série TV)
- 2003 : State of Mind (TV)
- 2004 : Wall of Silence (TV)
- 2004 : Belonging (téléfilm)
- 2005 : Planespotting (TV)
- 2005 : Secret Smile (série TV)
- 2006 : See No Evil: The Moors Murders (série TV)
- 2007 : Saddam's Tribe (TV)
- 2009 : Insoupçonnable (Above Suspicion) (série télévisée)
- 2010 : First Night
- 2011 : Zen (série télévisée)
- 2011 : Médecins de combat (Combat Hospital, série télévisée)
- 2013 : The Suspicions of Mr Whicher: The Murder in Angel Lane (TV)
- 2013 : Summer in February
- 2013 : Ripper Street (série TV)
- 2014 : Chasing Shadows (série TV)
- 2015 : Killing Jesus (TV)
- 2017 : Another Mother's Son

### Comme scénariste
- 1978 : Target (en) (série télévisée)
- 1980 : The Professionals (série télévisée)
- 1984 : Play for Today (série TV)
- 1986 : Worlds Beyond (série TV)
- 2010 : First Night